# Amt Clenze
Das Amt Clenze war ein historisches Verwaltungsgebiet des Königreichs Hannover. Übergeordnete Verwaltungsinstanz war die Landdrostei Lüneburg.

## Geschichte
Das Amt Clenze wurde erst 1852 aus Gemeinden gebildet, die bisher zu den Ämtern Lüchow, Bodenteich, Hitzacker und Dannenberg gehört hatten. Amtssitz war Lüchow. Bereits im Zuge der Verwaltungsreform von 1859 wurde der Amtssprengel vollständig in das Amt Lüchow eingegliedert.

## Gemeinden
Dem Amt Clenze gehörten folgende Gemeinden an:
| - Bausen - Belitz - Beseland - Beutow - Bischof - Bösen - Braudel - Bussau - Clenze - Dalitz - Diahren - Dickfeitzen - Dommatzen - Gledeberg - Göhr - Göttien - Gohlau - Gohlefanz - Gollau - Grabow - Granstedt - Groß Gaddau | - Groß Sachau - Groß Wittfeitzen - Gühlitz - Guhreitzen - Kakau - Karmitz - Kassau - Kiefen - Klein Gaddau - Klein Sachau - Klein Wittfeitzen - Kloster - Köhlen - Korvin - Kremlin - Kröte - Krummasel - Küsten - Kukate - Lefitz - Loitze - Lübeln | - Lüsen - Lütenthien - Maddau - Mammoißel - Marlin - Meuchelfitz - Molden - Müggenburg - Mützingen - Naulitz - Oldendorf - Plate - Prießeck - Proitze - Püggen - Quartzau - Redemoißel - Reddereitz - Reitze - Saggrian - Salderatzen - Sallahn | - Sareitz - Schlannau - Schlanze - Schnega - Schwiepke - Seelwig - Seerau im Drawehn - Solkau - Starrel - Süthen - Tolstefanz - Tüschau - Vaddensen - Varbitz - Volkfien - Waddeweitz - Winterweyhe - Witzeetze - Zargleben - Zebelin - Zeetze |

- Karte mit allen verlinkten Seiten:
- OSM |
- WikiMap

## Amtmann
- 1852–1859: Melchior Christian Ludwig Georg von der Decken